# Китайская поэзия

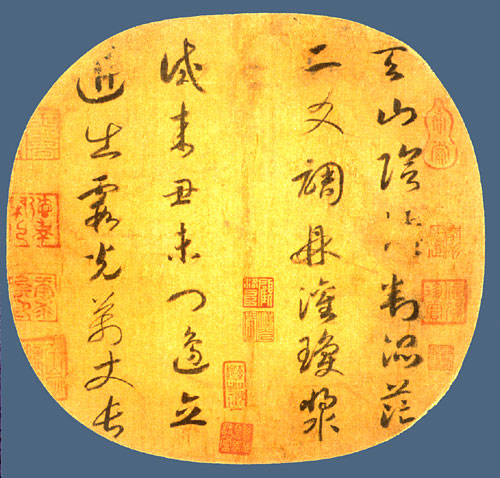
«Четверостишие Небесной Горы» императора Гао-цзуна

Китайская поэзия — одна из древнейших национальных поэтических традиций в мире. Традиционная поэзия Китая, известная на протяжении трёх тысячелетий, разделена на «ши» (кит. 詩), «цы» (кит. 詞) и «цюй» (кит. 曲), а также «фу» (кит. 賦). С начала XX века существует также развитая поэзия, основанная на западной традиции. Все традиционные формы китайской поэзии рифмованы, но не все рифмованные тексты в древнем Китае классифицированы как поэзия — например, строки из «Книги Перемен» часто рифмованы, но это не рассматривается как поэзия.

## Ранняя поэзия
Могло бы быть большее число важных антологий ранней поэзии в Древнем Китае. Однако, с того времени, как по приказу Цинь Шихуанди конфуцианские книги были сожжены, самые ранние, сохранившиеся до настоящего времени антологии — это «Книга песен» и «чуцы», датируемые периодом правления династии Чжоу и периодом Сражающихся царств соответственно. «Книга песен» является первым значительным сохранившимся сборником китайских стихотворений, она включает в себя как аристократические поэмы (оды, собранные во второй и третьей частях «Книги песен»), так и реалистичные, нередко социально-обличительные народные песни (первая часть 
«Книги песен»):18. Строка в «Книге песен» была четырёхсловной, то есть состояла из четырёх иероглифов:9.
Второй, более лиричной и романтичной антологией была «чуцы» («Песни царства Чу»), пополнившая список первоначальных поэм, которые приписываются Цюй Юаню и его последователю Сун Юю. Эти поэмы состоят из строк неправильной длины в стиле, преобладающем в царстве Чу.

## Классическая поэзия
В период династии Хань, из жанра «чуцы» развился жанр «фу». В период Шести династий «фу» оставался главным поэтическим жанром, вместе с «ши» они образовывали два столпа  китайской поэзии до того, пока «ши» не стали доминировать в период династии Тан.
С периода династии Хань процесс, аналогичный тому, что привёл к появлению «Книги песен», обусловил появление «юэфу» (кит. 樂府). Они состояли из неравного числа иероглифов в строках и неравного числа строк в строфах. Позднее появился пятисловный стих (пять иероглифов в строке), этот жанр достиг расцвета в творчестве «Семи мужей цзяньаньского периода» и семьи Цао Цао:28. Пятисловные и семисловные (пять и семь иероглифов в строке соответственно) формы «ши» доминировали в китайской поэзии до современного периода. Они разделены на гуши и цзиньтиши. Последняя более строгая форма была развита в период династии Тан с правилами, регулирующими структуру стихотворений. Самыми великими писателями гуши и цзиньтиши были Ли Бо и Ду Фу соответственно.
О богатстве поэтического наследия трёх веков существования династии Тан свидетельствует созданная при императоре Канси 900-томная «Антология танской поэзии», содержащая около 48 900 поэтических творений, принадлежащих перу 2300 поэтов:33. В танской поэзии традиционно выделяют четыре периода: начальный (618—712), период расцвета (713—766), средний (767—835), поздний (836—907). Яркими представителями начального периода были Ван Бо, Ян Цзюн, Лу Чжаолинь и Ло Биньван; периода расцвета — Ли Бо и Ду Фу; среднего периода — Бо Цзюйи и Юань Чжэнь; позднего периода — Вэнь Тинъюнь и Вэй Чжуан (Вэй Чжун):34—44.
В поздний период танской поэзии развилась лирика в жанре «цы». «Цы» представляли собой новые слова, соответствующие существовавшему до этого напеву. Каждому напеву соответствовала мелодия, которая часто была утеряна, но сохранялся уникальный для напева ритм. Каждое «цы» помечалось словами «на напев [название напева]», соответствовало ритму и рифмовке напева, и могло или не могло быть пропето. Наиболее тесно ассоциируемые с династией Сун, «цы» чаще всего выражали сильные желания личности, но наиболее яркие представители этого жанра (такие как Ли Хоучжу и Су Ши) создавали их на самые разные темы. Вместе со многими известными поэтами сунской эпохи свои лирические стихотворения создаёт Ли Цинчжао, крупнейшая китайская поэтесса:45.
В связи с тем, что «цы» после династии Сун постепенно становились более литературными и неестественными, развивалась китайская поэзия жанра «саньцюй» (кит. 散曲) — более свободная форма, основанная на новых популярных песнях.
В китайской классической поэзии  встречаются аллюзии, по-китайски называемые «дяньгу» (кит. упр. 典故), представляющие собой фразы из древних текстов. Присутствие «дяньгу» серьёзно осложняет понимание стихотворений，требуя от читателя большой образованности:11.

## Поздняя классическая поэзия
После династии Сун, «ши» и «цы» продолжали сочиняться до конца имперского периода. Однако, по некоторым причинам эти работы всегда были в меньшем почёте, чем танские и сунские.
Во-первых, китайские литераторы были в трепете перед предшественниками: писатели и читатели ожидали, что новые работы не выдержат сравнения с ранними. Во-вторых, общий ответ поздних поэтов традиции, которую они унаследовали, было создавать работу, которая была более изысканной и иносказательной. В итоге, поэмы имели тенденцию казаться вычурными или просто затрудняющими понимание современными читателями. В-третьих, рост населения, повышение грамотности, широкое распространение печатных работ и более полное архивирование сильно увеличило объём материала для обдумывания и сделало трудным выделение хорошо написанных произведений. Наконец, в 1920-е годы начался рост литературы на языке, близком к разговорному, особенно оперы и романов, которые стали главными средствами выражения культуры. 
Несмотря на то, что поэзия этого периода и приобретала большую популярность (во времена династии Цин), и создавалась в подражание древним произведениям (во времена династий Юань и Мин), в ней не было танских и сунских вдохновения, силы и живости. Однако в это время поэзия очень ярко использовалась в китайской драматургии. А в конце династии Цин в поэзии наметились отход от консервативных правил, приближение к жизни, а языка — к разговорному (творчество Хуан Цзуньсяня):47—50.
О распространённости поэзии во времена правления династии Цин свидетельствует то, что сочинение стихотворения (с пятисловной строкой и восемью рифмами) требовалось на государственном экзамене от желающего поступить на государственную службу. Ввиду этого было также распространено пользование рифмическим словарём, и люди хорошо знали порядок следования заглавных иероглифов категорий рифм. Это, в частности, породило культурный феномен — систему кодировки даты в китайских телеграммах: номер месяца кодировался циклическим знаком, а число — по таблице юньмудайжи одним из заглавных иероглифов рифмического словаря.

## Современная поэзия
Современные китайские стихотворения (кит. 新詩 — «новая поэзия») обычно не следуют различным предписанным образцам. Поэзия была революционизирована после Движения 4 Мая: писатели начали создавать произведения на разговорном языке байхуа, возникла пунктуация, число слов-иероглифов в строке перестало быть фиксированным. Освободить китайскую поэзию от прошлых условностей старались такие поэты, как Сюй Чжи-мо, Го Можо и Вэнь Идо. В сборнике «Богини» (кит. упр. 女神), вышедшем в 1921 году, Го Можо не только одним из первых стал использовать байхуа, но и применил свободный стих (кит. упр. 自由诗体) вместо традиционной формы китайского стиха:51—54. Сюй Чжи-мо сознательно следовал стилю поэтов-романтиков.
В годы господства Гоминьдана в китайской поэзии получает развитие революционное направление. Поэты этого направления в реалистическом и сатирическом жанрах (например, сатиры Юань Шуйпо) критикуют гоминьдановцев и за это подвергаются арестам (Кэ Чжунпин), убийствам (Вэнь Идо, член Лиги левых писателей Инь Фу). Иных принципов творчества в это время придерживаются поэты, печатавшиеся в журнале «Новый месяц» (например, Сюй Чжи-мо), а также символисты (Ли Цзиньфа, Дай Ваншу). Начиная со вторжения японцев в Маньчжурию и далее во время антияпонской войны в китайской поэзии развиваются темы национально-освободительной борьбы, противостояния захватчикам (творчество Тянь Цзяня, Кэ Чжунпина):57—72.
Свободный стих «новой поэзии» не вытеснил полностью традиционный стиль: даже после образования КНР (1949) находятся люди, создающие поэтические произведения в традиционном стиле древних китайских стихотворений, например, Мао Цзэдун (1957). Для подобных произведений используется специальное название «цзюти шици» (кит. упр. 旧体诗词):72.
В пост-революционный коммунистический период такие поэты, как Ай Цин, употребляли более либеральные[уточнить] строки и прямой стиль, которые были широко распространены. В недавнем прошлом влиятельные поэты с принципами творчества, отличными от официального стиля социалистического реализма, в группе под названием «туманные поэты» использовали косвенные намёки и упоминания. Среди «туманных поэтов» выделяются Шу Тин, Бэй Дао, Гу Чэна, До До и Ян Лянь, большинство из которых были изгнаны в ссылку после событий на площади Тяньаньмэнь 1989 года. Особый случай — это «туманный поэт» Хай Цзы, который стал знаменитым после самоубийства. В 1980-х гг. на неофициальной поэтической сцене Китая на смену «туманным поэтам» пришла влиятельная группа поэтов «третьего поколения» (кит. упр. 第三代), заявлявшая свой протест творческим принципам «туманных поэтов». Она была наиболее активна с 1984 года (хотя её принципы проявились ранее в творчестве Хань Дуна) до 1990-х гг., когда ввиду перемен в социальной жизни и эстетической ориентации многие из её представителей нашли индивидуальный творческий стиль, а в результате бума издательской индустрии они стали публиковать свои произведения в официальных издательствах.

## Материалы онлайн
- «В самой попытке перевода старой китайской поэзии заложена ловушка Архивная копия от 14 августа 2020 на Wayback Machine»: Синолог Илья Смирнов о китайской классике, каноне и русских переводах // Горький (литературный сетевой журнал).
- Илья Смирнов о взаимодействии ученых и поэтов в продвижении китайской поэтической классики в России Архивная копия от 22 декабря 2017 на Wayback Machine // iocs.hse.ru
- Юлия Дрейзис. Как устроена поэзия. XX—XXI век. Китай «Год литературы»